# Augies (Lacònia)
Augies (en grec antic Αὐγειαί) era una antiga ciutat grega de Lacònia que Homer menciona al "Catàleg de les naus" a la Ilíada.
Estrabó diu que era la mateixa ciutat que al seu temps s'anomenava Egia, (Αἰγίαι). Pausànias coincideix amb Estrabó quan diu que el nom de la ciutat havia canviat, però l'anomena d'una forma lleugerament diferent, Egies (Αἱγαῖας), i la situa a 30 estadis de Gítion. Diu que hi havia una llacuna que anomenaven de Posidó, i un temple dedicat a aquest déu amb una imatge seva. També diu que la gent no pescava en aquest llac, ja que els que ho feien es convertien en peixos.